# Comitatul de Blois
Comitatul Blois a fost un vechi principat feudal din centrul Franței, creat din pagus-ul Blois, care a fost inițial o entitate administrativă galo-romană, apoi francă. Conții săi s-au numărat printre cei mai puternici ai regatului între secolele al XI-lea și al XIII-lea, reușind să înconjoare domeniul regal al Capețienilor prin dominarea regiunii Champagne.
De la sa înființare până în 1547, comitatul a fost condus neîntrerupt de conți, care au acumulat uneori mai multe titluri, mai mult sau mai puțin importante, sau și-au delegat uneori atribuțiile viconților. Comitatul a existat până la anexarea sa definitivă la teritoriile regatului în 1660, la moartea ducelui Gaston de Orléans, ultimul conte de Blois cu acest titlu.

## Istorie

### Antichitate
Săpăturile arheologice efectuate de Institutul Național de Cercetări Arheologice Preventive (INRAP) au demonstrat că Vienna (Blois-Vienne) era locuită de vânători-culegători încă din anul 6 000 î.Hr. (deci acum 8 000 de ani), iar mai târziu de gali, mai exact de membri ai tribului Carnuților, încă din secolul al IV-lea î.Hr. Alte așezări păreau să fi existat deja înainte de sosirea romanilor, precum Camboritu („vadul meandrului”) (Chambord).
Invazia romanilor în jurul anului 52 î.Hr. marchează începutul administrației și al înregistrărilor scrise, deși rare, în contrast cu tradiția orală a galilor.
Din secolul I până în secolul al V-lea, pagus blesensis („ținutul Blois”) era o subdiviziune administrativă a civitasului Carnuților, care depindea de oppidumul Autricum (Chartres), făcând parte din provincia Gallia Lugdunensis, și era administrată de un consul al Imperiului Roman. În acea perioadă, pagusul se limita la împrejurimile așezării Blesis (Blois), înconjurată de numeroase obstacole naturale: pădurea Blémars la vest, Sylva longa la est și Secalaunia (Sologne) la sud, fără a uita de Liger (Loara), care o traversa.
Blesis era atunci o mică așezare aflată în dezvoltare în jurul unei fortărețe construite de romani, Castrum Blesense, situată pe promontoriul actualului castel. Orașul, legat de teritoriul carnut prin câmpia Belsa prin Via Iulius Caesaris (între Autricum și Blesis), se afla la intersecția mai multor drumuri importante: Via Turonensis, care urma cursul Liger-ului (conectând Lutetia și Burdigala - Bordeaux), Via Festi (între Blesis și Avaricum - Bourges) și un drum traversând Secalaunia (între Blesis și Malliagense - Luynes).
În mod ironic, o comunitate care nu adera la Imperiu s-a format în apropierea Blesis, pe malul drept al Liger-ului, la Vienna.
La Bleso, ar fi existat două temple romane în oraș: unul dedicat lui Jupiter, situat pe locul actualei abații Bourg-Moyen, și un al doilea dedicat lui Mercur, în apropierea actualului liceu Robert-Badinter.
În anul 410, căpetenia bretonă Ivomadus ar fi cucerit Blois și Chartres, înfrângând consulul aflat în funcție, un anume Odo, probabil de origine germanică. Ulterior, acesta ar fi instaurat un stat independent, Regatul Blois, chiar în interiorul Imperiului, sub domnia lui Flavius Honorius, deja slăbit de raidurile barbare repetate. Această entitate, puțin cunoscută de istorici, pare să fi rămas independentă timp de aproape un secol, rezistând invaziei Regatului vizigot de la Toulouse, dar a fost în cele din urmă cucerită de regele franc Clovis, între anii 481 și 491 sau în 497.

### Un prim comitat franc
Francii au înființat apoi un prim comitat sub numele de Comitatui Blesensi, având deja capitala la Blois, pe malul drept al Loarei. Conții din acea perioadă nu sunt cunoscuți, iar cea mai veche mențiune scrisă referitoare la Blois datează din anul 584, fiind consemnată de Gregor de Tours.
La moartea regelui Chlothar I, comitatul a fost atașat politic regatului Orléans și transmis fiului său cel mare, Gontran. În anul 584, ar fi izbucnit un război civil în regiunea Chartres, Blois alăturându-se Orléans împotriva Dunois, aliați cu carnuții, care erau, la rândul lor, atașați regatului Parisului.
În anul 592, regiunile vecine au fost transferate fratelui său, Charibert I, încoronat rege al Parisului (al cărui teritoriu includea încă Chartres și Tours).
La nivel religios, episcopia de Blois depinde în continuare de episcopatul Chartres. Această decizie ar fi fost luată de primii regi franci pentru a ține clerul din Chartres departe de politică și de administrarea domeniului.
În această perioadă, Blois era administrat de unul dintre cei șapte majordomi ai palatului regatului, a cărui misiune era de a selecta un nobil franc pentru a-l ridica la rangul de conte. Numele contelui ales nu s-a păstrat în istorie.
Acest comitat pare, totuși, să fi fost administrat direct de conții de Orléans, dintre care cel mai vechi cunoscut, Adrien († înainte de 821), ar fi provenit din familia de Vintzgau. Familia sa era apropiată de Carolingieni încă din momentul în care Carol cel Mare s-a căsătorit, în 771, cu Hildegarda, sora lui Adrien și fiica contelui Gérold I de Vintzgau (c. 730 – †784), care s-ar fi stabilit undeva între Blois și Chartres.
Titlul de conte de Blois ar fi fost creat oficial în anul 832 de către regele Ludovic cel Pios, în favoarea fiului lui Adrien, Guillaume, care era atunci vasal al contelui de Orléans.
În timpul luptelor pentru putere dintre fiii împăratului Ludovic I, Guillaume a luat partea lui Pepin I al Aquitaniei împotriva fratelui său vitreg, Carol al II-lea, și și-a pierdut viața în această confruntare.
Waldrade, sora lui Guillaume și ultimul copil al contelui Adrien, a moștenit prin succesiune comitatele care aparținuseră fraților săi, Eudes și Guillaume, și ar fi transmis controlul acestora soțului său, Robert al III-lea de Hesbaye.
Waldrade a transmis drepturile asupra comitatelor Blois, dar și Orléans, Anjou, Auxerre și Nevers, presupusului său fiu, Robert cel Puternic.
În contextul marchizatului Neustriei, Robert, pe atunci conte de Blois, a fost numit marchiz în 861, dar și-a păstrat drepturile asupra Blois. După moartea sa în 866, acesta și-a lăsat titlurile fostului său adversar, Hugues l'Abbé, care i-a crescut pe cei doi fii. Mezinul, Robert I, i-a succedat fratelui său mai mare, Odo, acumulând titlurile de rege al francilor, marchiz de Neustria, conte de Paris și de Blois.
Între timp, regiunea a fost jefuită și incendiată de mai multe ori de către căpetenia vikingă Hasting: în 845, în 851, în 854 și între 856 și 857. Acesta a revenit în 882 în ținutul Blésois și în regiunea Chartres și s-ar fi alăturat ca fidel lui Ludovic al III-lea. Un nou comitat a apărut la nord de Blois: comitatul Chartres.
Raidurile normande au adus, de asemenea, numeroși călugări care căutau să protejeze relicvele sacre ce le fuseseră încredințate. Astfel, Blois a devenit un refugiu pentru relicvele Sfântului Calais și ale Sfântului Lomer, care au fost adăpostite în capela Saint-Calais a castelului și în abația Saint-Laumer.

### Apariția viconților
Înainte de anul 900, Robert I, conte de Blois, a delegat administrarea ținutului unor viconți. Primul viconte cunoscut este Garnegaud (menționat din 886 și înainte de 920), care nu a lăsat moștenitori. La moartea lui Robert, în 923, fiul său, Hugo cel Mare, i-a succedat în onorurile sale.
Noul viconte de Blois a fost Theobald cel Bătrân, care era deja viconte de Tours în slujba Robertienilor. Cel târziu în 940, fiul său, Theobald I, supranumit Tricheur („Înșelătorul”), i-a succedat. Între timp, Hugues cel Mare, devenit marchiz de Neustria, l-a ridicat pe Theobald la rangul de conte, acest titlu incluzând stăpânirea asupra Blois, Chartres și Châteaudun.

### Comitatul thibaldian

#### Războaiele feudale împotriva comitatelor vecine
Asemeni tatălui său, Theobald Tricheur era aliat politic al Roberțienilor și, prin urmare, al lui Hugo cel Mare. Loialitatea sa față de Robertieni a rămas solidă până la moartea ducelui francilor în 956.
Moștenitorul desemnat al lui Hugo cel Mare era fiul său, Hugo Capet, însă Theobald a început să manifeste o tot mai mare independență, mai ales deoarece Hugo avea doar 15 ani la acea vreme. Această tendință s-a accentuat în timpul războiului dintre Theobald și normandul Richard I, desfășurat între 959 și 963. Astfel, Theobald și-a proclamat independența față de tânărul său suzeran, asumând titlul de „conte de Blois și de Tours”, ceea ce i-a adus supranumele de Tricheur („Înșelătorul”).
În anul 958, în timpul unei întâlniri cu cumnatul său, Foulques al II-lea de Anjou, noul său aliat după moartea ultimului rege al Bretaniei, cei doi bărbați merg până la a se prezenta drept „guvernatori și administratori ai regatului Neustriei” și „conte prin harul lui Dumnezeu”, și nu prin cea a vreunui suzeran.
Începând cu anul 960, Theobald se asociază mai strâns cu carolingianul Lothar al II-lea și își afirmă influența extinzându-și teritoriul până la Bourges, Chartres și Tours. Totuși, nu rupe legăturile cu Hugo și continuă să frecventeze ambele curți, ducală și regală. După moartea sa și a nefericitului Theobald al II-lea în 1004, fiul său, Odo I, formalizează delegarea unor sarcini numindu-l pe al treilea fiu al său, Robert, viconte.
Ostilitatea care va duce mai târziu la Războiul de 100 de Ani începe încă de la sfârșitul secolului al X-lea, odată cu deteriorarea relației dintre nepoții foștilor aliați și creșterea rivalităților dintre casele Blois și Anjou. Încă din 981, conții Odo și Geoffroy Grisegonelle își dispută puterea la Conquereuil pentru a decide cine dintre Conan I, susținut de casa de Blois, sau Hoël I, aliat al casei de Anjou, va obține controlul asupra Bretaniei. Hoël sfârșește asasinat, însă Foulques III de Anjou reușește să-l ucidă pe Conan în timpul celei de-a doua bătălii de la Conquereuil, în 992.
Odo al II-lea pierde bătălia de la Pontlevoy în 1016 împotriva lui Foulques III, după care preferă să continue cuceririle lui Theobald I de Blois spre est, adăugând domeniului familial comitatul Meaux în 1019, apoi pe cel de Troyes în 1023. Eudes își pierde, de asemenea, controlul asupra orașului Saumur în 1026, ceea ce îl determină să-și reloce vasalul, Gelduin, la Chaumont, pe care acesta îl fortifică imediat. Totuși, Blois își pierde rapid suzeranitatea asupra Chaumont-ului, în favoarea casei de Amboise, după ce stră-nepoata lui Gelduin se căsătorește cu Sulpice I.
La moartea lui Odo al II-lea, în 1037, domeniile pe care le administra au fost împărțite pentru o vreme, până la reunirea lor în 1063 de către fiul său, contele Theobald al III-lea.
La fel ca strămoșul său, Theobald al III-lea va refuza să jure credință regelui Henric I, ceea ce îl va costa pierderea definitivă a comitatului Tours în 1044, după bătălia de la Nouy împotriva lui Geoffroi al II-lea de Anjou, către care regele se îndreptase. Conții au construit mai multe fortărețe, precum cea de la Bury-en-Blésois, însă aceasta a fost distrusă în 1145 în timpul atacului lui Sulpice al II-lea de Amboise, care tocmai se emancipase de sub autoritatea contelui de Anjou.
Tot în secolul al XI-lea, conții i-au mandatat pe călugării abației Marmoutier să defrișeze pădurea Blémars, considerată atunci un obstacol dificil de traversat pentru a lega Blois de Gâtine tourangelle.

#### Teritoriile Blois-Champagne
În schimb, comitatele Blois și Champagne sunt din nou reunite până în 1152, când Theobald al IV-lea, supranumit cel Mare, lasă Champagne fiului său cel mare, Henric I, iar Blois celui mai mic, Theobald al V-lea, numit cel Bun.
Între timp, în 1135, Ștefan, fratele mai mic al lui Theobald cel Mare, este încoronat rege al Angliei și numit duce al Normandiei până la moartea sa, în 1154. Totuși, drepturile sale nu au fost transmise descendenților săi, deoarece Étienne le-a „restituit” fiului împărătesei Matilda, și anume contelui Henric al II-lea de Anjou, din ramura Plantagenêt.

#### Vasalizarea față de comitatul de Champagne
În 1171, Blois devine unul dintre primele orașe din Europa care își acuză comunitatea evreiască de crime rituale, în urma dispariției inexplicabile a unui copil creștin. La ordinul contelui Theobald al V-lea, între 30 și 35 de evrei (dintr-o comunitate de aproximativ 130 de persoane) sunt arși de vii pe 26 mai 1171, lângă spânzurătorile orașului.

Comitatul Blois la marginea Regatului Franței (cu verde), în 1180.

În 1218, contele Theobald al VI-lea, numit cel Tânăr, din ramura inițială a casei de Blois, moare fără descendenți în Spania. Comitatul trece astfel în mâinile mătușii sale, contesa Marguerite, care îl va transmite, la rândul său, ramurii cadete de Avesnes în 1230, în favoarea fiicei sale, contesa Maria, înainte de crearea casei de Blois-Châtillon în 1241.

#### Războiul de 100 de Ani
În 1328, contele Guy I cedează dreptul de a bate monedă pe teritoriile sale în favoarea cumnatului său, regele Filip al VI-lea, în schimbul a 15 000 de livre tournois. Astfel, livra de Blois, care fusese până atunci unica monedă în circulație la nivelul comitatului, dispare.
Printre membrii săi, contele Ludovic I de Blois-Châtillon reușește, în 1356, să-l respingă pe englezul Eduard de Woodstock, supranumit Prințul Negru, pe atunci prinț de Wales, în timpul celei de-a doua sale incursiuni. Fiul regelui Eduard al III-lea al Angliei amenința direct Blois, după ce cucerise Romorantin și distrusese castelul Fougères-sur-Bièvre, aflat la doar 15 km de capitala comitatului.
Casa de Châtillon și-a pierdut apoi din influență, ceea ce s-a resimțit în controlul teritoriilor incluse în comitat. Când, în 1391, contele Guy al II-lea își cedează domeniul ducelui Ludovic I de Orléans pentru 200 000 de franci de aur, din lipsă de descendență masculină directă și în contextul în care Războiul de 100 de Ani făcea ravagii, comitatul se limitează la suprafața cuprinsă între domeniile Vendôme, Beaugency, Vierzon, Valençay, Chaumont și Onzain.

#### Dinamici politice interne ale comitatului
De la apariția feudalității între secolele al X-lea și al XI-lea, majoritatea târgurilor și satelor s-au format în jurul feudelor senioriale ereditare.

### Noua feudă a casei de Orléans
Cesiunea comitatului către al doilea fiu al regelui Carol al V-lea de către contele Guy al II-lea a dus, de fapt, la alipirea Blois-ului la ducatul de Orléans în 1397, deși ducii au continuat să acumuleze și titlul de conte. Într-adevăr, neavând un castel la Orléans, ducii au transformat castelul din Blois în reședința lor oficială, deși, în realitate, aceștia își desfășurau activitatea la curtea regelui, stabilită atunci la castelul Luvru din Paris.

Regatul Franței în 1477 (cu albastru).

În ciuda proximității sale față de frontul atlantic, comitatul se află în inima teatrului de război al Războiului de 100 de Ani, care îi opune pe Plantageneți regelui Franței. De exemplu, ducele Carol I de Orléans, capturat după bătălia de la Azincourt în 1415, nu este eliberat decât în 1444. În perioada absenței sale, conducerea este asigurată de fratele său bastard, Jean, pe atunci senior de Romorantin și Millançay, care a protejat Blois în timp ce orașul era încercuit de englezi. Acesta devine tovarăș de arme al Ioanei d’Arc, care, la rândul său, poposește la Blois pentru a se aproviziona înainte de a elibera Orléans, ocupat de englezi, la sfârșitul lunii aprilie 1429. La întoarcerea sa, ducele Carol s-a străduit să reunească la Blois numeroși artiști, respinși în ansamblu de la curtea lui Ludovic al XI-lea.
Deși transmise ca apanaj în cadrul casei de Valois, comitatele Blois și Orléans nu au fost integrate formal în domeniul Coroanei decât în 1498, sub noul rege Ludovic al XII-lea, care își va stabili în mod natural curtea la Blois în acel an. Fiind duce de Orléans (sub numele de Ludovic al II-lea) din 1465 până la încoronarea sa, Ludovic al XII-lea și-a păstrat titlul de conte de Blois.

### Noua feudă a Renașterii franceze
Începând cu 1498 și odată cu încoronarea lui Ludovic al XII-lea, comitatul este progresiv atașat domeniului regal, alături de ducatul de Orléans, oferit tradițional moștenitorului tronului. Cu toate acestea, din lipsă de fiu cu regina Ana de Bretania, regele continuă să beneficieze de uzufructul comitatului după 1498. Mai mult, prin stabilirea curții sale la Blois, Ludovic al XII-lea nu doar că atrage nobilii Regatului pe malurile Loarei, ci transformă regiunea Blésois în leagănul Renașterii franceze. Comitatul prosperă considerabil, atrăgând numeroase personalități străine, printre care Leonardo da Vinci și Caterina de Medici, iar un nou castel prinde contur la Blois pentru a consolida importanța diplomatică tot mai mare a regiunii.
Tratatul de la Blois este semnat aici în 1504, având ca scop oprirea războaielor din Italia prin aranjarea căsătoriei între fiica cea mare a lui Ludovic al XII-lea, prințesa Claude, și ducele de Luxemburg, viitorul Carol Quint. Totuși, Ludovic al XII-lea decide în cele din urmă să-și mărite fiica cu tânărul Francisc de Valois-Angoulême, spre marea nemulțumire a reginei Anne de Bretania. La moartea acesteia în 1514, Ludovic al XII-lea îi atribuie fiicei sale Claude comitatul de Blois, în locul ducatului de Bretania, deoarece aceasta era mai preocupată de religie decât de politică. Regele Blésois moare anul următor, iar în 1516, noul rege Francisc I ordonă proiectarea unui oraș ideal, o „nouă Romă” – Romorantin – dar proiectul este abandonat după moartea lui Leonardo da Vinci în 1519. În schimb, începe construcția unui castel de vânătoare grandios în pădurea Boulogne, în inima regiunii Sologne, în apropierea castelului Montfrault, ridicat de conți în secolul al X-lea. Această construcție va dura aproape 25 de ani, aproape pe întreaga durată a domniei lui François I, fiind finalizată în 1544. Mai târziu, un alt suveran va lua o decizie similară, transformând un pavilion de vânătoare într-un palat somptuos: Ludovic al XIV-lea.
Cu toate acestea, în timp ce Regele Soare își dorea să părăsească capitala, François I a părăsit regiunea Blois la scurt timp după moartea soției sale, regina Claude, în 1524, pentru a-și instala curtea mai aproape de Paris, la Fontainebleau. Este important de menționat că François I nu a moștenit titlul de conte din partea văduvei sale, acesta revenind celui de-al doilea fiu al lor, ducele Henric de Valois, care a beneficiat de uzufructul comitatului. La încoronarea sa sub numele de Henric al II-lea, în 1547, acesta va integra în cele din urmă regiunea Blésois în domeniul regal.

### Alipirea la domeniul regal
Deși tatăl său reunise deja majoritatea apartamentelor regale în regiunea pariziană, Henric al II-lea și soția sa, Caterina de Medici, petrec în fiecare an câteva luni la Blois, în special pe timpul iernii.
După moartea lui Henric al II-lea și odată cu izbucnirea războaielor religioase, regina-mamă inițiază la castelul din Blois un dialog cu reprezentanți protestanți, precum amiralul Gaspard de Coligny în 1563 sau regina Navarrei, ducesa de Chartres și prințul de Condé în 1565.
Fiul său, regele Henric al III-lea, alege orașul Blésois pentru convocarea Stărillor Generale, mai întâi în 1576-1577, care au dus la adoptarea ordonanței de la Blois din 1579, apoi din nou în 1588-1589, sesiune marcată de asasinarea ducelui de Guise. Între timp, în 1581, regele autorizează construirea unui colegiu, care va deveni colegiul regal, a cărui moștenitoare modernă este astăzi citadela școlară Robert-Badinter.
În 1626, ducele Gaston de Anjou, al treilea fiu al regelui Henric al IV-lea, se căsătorește, nu fără regret, cu bogata ducesă de Montpensier, Marie de Bourbon, o alianță impusă de Richelieu. Prin această uniune, primește ca apanaj ducatul de Orléans și ducatul de Chartres, precum și Blois, ridicat din nou la rang de comitat independent. Domnia sa este marcată de dorința de a renova numeroase castele din Sologne.
După Fronda, Gaston de Orléans, cum a fost numit de atunci, este exilat la castelul din Blois începând cu 1652 și se stinge din viață în 1660 în noua sa reședință din Blois-Vienne. Conform tradiției apanajelor, titlurile sale sunt transferate lui Filip de Orléans, fratele mai mic al lui Ludovic al XIV-lea, însă acesta din urmă decide să nu-i acorde și Blois. Astfel, comitatul este anexat din nou și pentru ultima dată la domeniul regal.
De atunci, regiunea Blois nu mai depinde direct de ducatul de Orléans, dar rămâne administrativ atașată provinciei orléanaise.

### Continuitate
După Revoluția Franceză, departamentul Loir-et-Cher este creat în 1790, urmând aproximativ ultimele frontiere ale comitatului, incluzând cantoanele Vendôme și Romorantin.

## Geografie

### Frontiere
Frontierele, precum și entitățile vecine ale comitatului, au variat considerabil de-a lungul timpului, însă conții de Blois au reușit să păstreze pentru o perioadă îndelungată comitatele Châteaudun și Chartres, precum și senioriile Beaugency și Sancerre.
De la crearea unui vicomitat în 909 până în 1044, teritoriul Blois a fost unit cu comitatul Tours și, de două ori, cu comitatul Champagne: între 1023 și 1037, apoi între 1063 și 1152. În acea perioadă, era obișnuit să se vorbească despre comitatul Blois-Champagne sau despre ansamblul bléso-champenois.
Comitatul istoric Blois a fost pentru mult timp un vecin direct:
- al domeniului regal (prin comitatul, apoi ducatul de Orléans și comitatul Étampes),
- al ducatului de Normandia (prin comitatele Évreux și Vexin),
- al ducatului de Aquitania (prin senioria Issoudun),
- al ducatului de Burgundia (prin comitatele Nevers și Bourbon),
- al comitatului Anjou, principalul său rival din vest (prin Touraine și Vendômois).

Cu toate acestea, poziția sa geostrategică și influența sa au făcut din comitat o zonă tampon ideală între domeniul regal, centrat în jurul Parisului, și coasta atlantică, în special în timpul Marchizatului Neustriei (861–890) și al Războiului de 100 de Ani (1337–1453).

### Locuri fortificate

#### Orașe anexate comitatului
Pe lângă împrejurimile Blois-ului, comitatul a integrat și alte orașe notabile, printre care:
- Beaugency,
- Châteaudun (960–1440), unde conții au lăsat un castel fortificat,
- Chartres (960–1292),
- Chinon (909–1044),
- La Ferté-Saint-Aubin,
- Meaux,
- Provins,
- Sancerre,
- Saumur,
- Tours (909–1044),
- Troyes.

#### Vechea rețea de fortărețe și castele
Asemenea castelului din Blois, numeroase castele fortificate ale comitatului, construite în vremuri de război împotriva Tourainei, Anjou-ului sau Angliei, au fost reconstruite în stil renascentist după încoronarea lui Ludovic al XII-lea ca rege al Franței în 1498:
- Castelul din Blois, reconstruit în etape de regii secolului al XVI-lea. Din perioada conților se mai păstrează Turnul Foix și Sala Stărilor Generale,
- Castelul din Beaugency, construit începând cu secolul al XI-lea, dar trecut sub vasalitatea domeniului regal încă din secolul al XIII-lea,
- Castelul Beauregard, construit începând cu secolul al XV-lea,
- Castelul Chambord, reconstruit ca palat sub Francisc I,
- Castelul Chaumont-sur-Loire, a cărui fortăreață medievală fusese ridicată în epoca conților, înainte de pierderea vasalității acestora,
- Castelul Fougères-sur-Bièvre, distrus în timpul Războiului de 100 de Ani și atacului lui Eduard de Woodstock, fiind reconstruit în Secolul al XV-lea,
- Castelul La Ferté-Imbault, dependență istorică a Vierzonului,
- Castelul Onzain, dependență istorică a Bury,
- Castelul Romorantin,
- Castelul Saint-Aignan, restaurat complet în secolul al XIX-lea,
- Castelul Valençay,
- Castelul La Vicomté, reședința vicontelui de Blois începând cu secolul al X-lea,
- Castelul Vierzon.

Altele, din lipsă de reparații, nu au rezistat trecerii timpului și se află astăzi în stare de ruină:
- Castelul de la Bury, fost fort defensiv situat în vestul comitatului, pe malul drept al Loarei, reconstruit de Florimont Robertet în secolul al XVI-lea, dar ulterior abandonat în secolul al XIX-lea,
- Castelul Montfrault, pavilionul de vânătoare preferat al conților până la Ludovic al XII-lea, situat la o leghe de Chambord,
- Castelul Montils, fort paralel cu cel de la Bury, situat pe malul stâng al Loarei, din care astăzi nu mai rămâne decât donjonul.

#### Așezăminte religioase
Pe lângă numeroasele biserici și parohii fondate sau renovate în Evul Mediu, conții de Blois sunt la originea mai multor așezăminte religioase importante, printre care:
- Abația de la Guiche, fondată în 1277 de contele Ioan I de Blois-Châtillon, unde sunt înmormântați toți conții casei de Blois-Châtillon[54],
- Abația Petit Cîteaux, fondată în 1221 de Theobald al V-lea[55],
- Abația Saint-Laumer, fondată în 924, astăzi parte a actualei biserici Saint-Nicolas,
- Biserica Saint-Sauveur, situată odinioară în curtea exterioară a castelului, demolată în timpul Revoluției,
- Mănăstirea Cordelierilor,
- Mănăstirea Iacobinilor,
- Biserica Saint-Martin-aux-Choux, fondată în 1238 în apropierea actualei Place Louis XII, pe locul unde mai târziu au fost construite Grands degrés du Château după Revoluție,
- Prioratul Boulogne, fondat în 1163 în pădurea cu același nume,
- Prioratul Saint-Jean-en-Grève, odinioară administrat de abația Pontlevoy.

#### Alte amenajări notabile
- Podul Saint-Louis, singurul pod peste Loara din întregul comitat (până în 1716),
- Zidul de apărare al Blois,
- Zidul de apărare al Montils.

### Principalii vasali
Ca orice comitat feudal, cel de Blois se baza pe diferiți seniori vasali care administrau teritoriile la nivel local, printre care:
- Vicomitatul de Blois (situat la Grouëts),
- Vicomitatul de Chartres,
- Vicomitatul de Châteaudun,
- Senioria Aubépin (la Saint-Gervais-la-Forêt),
- Senioria Beaugency,
- Senioria Beauregard,
- Senioria Beauvoir,
- Senioria Bury-en-Blésois,
- Senioria Candé,
- Senioria Chambord-Montfrault,
- Senioria Chaumont,
- Senioriile Chousy și Île Vert (astăzi situate la Chouzy-sur-Cisse și Grouëts),
- Senioria Fougères,
- Senioria Herbault,
- Senioria La Ferté-Imbault,
- Senioria Menars,
- Senioria Millançay,
- Senioria Nanteuil (astăzi Huisseau-sur-Cosson),
- Senioria Onzain,
- Senioria Orchaise,
- Senioria Romorantin,
- Senioria Saint-Aignan,
- Senioria Saint-Denis,
- Senioria Saint-Martin (la Landes-le-Gaulois),
- Senioria Saumery (astăzi Huisseau-sur-Cosson),
- Senioria Selles-sur-Cher,
- Senioria Valençay,
- Senioria Vienne-lès-Blois,
- Senioria Vierzon.